# Ulefoss
Ulefoss – miejscowość w Norwegii. Jest centrum administracyjnym gminy Nome.
Populacja miasta wynosi 2254 mieszkańców. W mieście znajduje się zakład produkcyjny Istrail Ulefoss AS. Miasto położone jest nad jeziorem Norsjø (akwen o powierzchni ok. 60 km², stanowi źródło wody pitnej dla rejonu Skien, większość rzek okręgu Telemark łączy się z jeziorem). Miejscowość oddalona jest o ok. 90 km od międzynarodowego Portu lotniczego Oslo-Torp w Sandefjord.

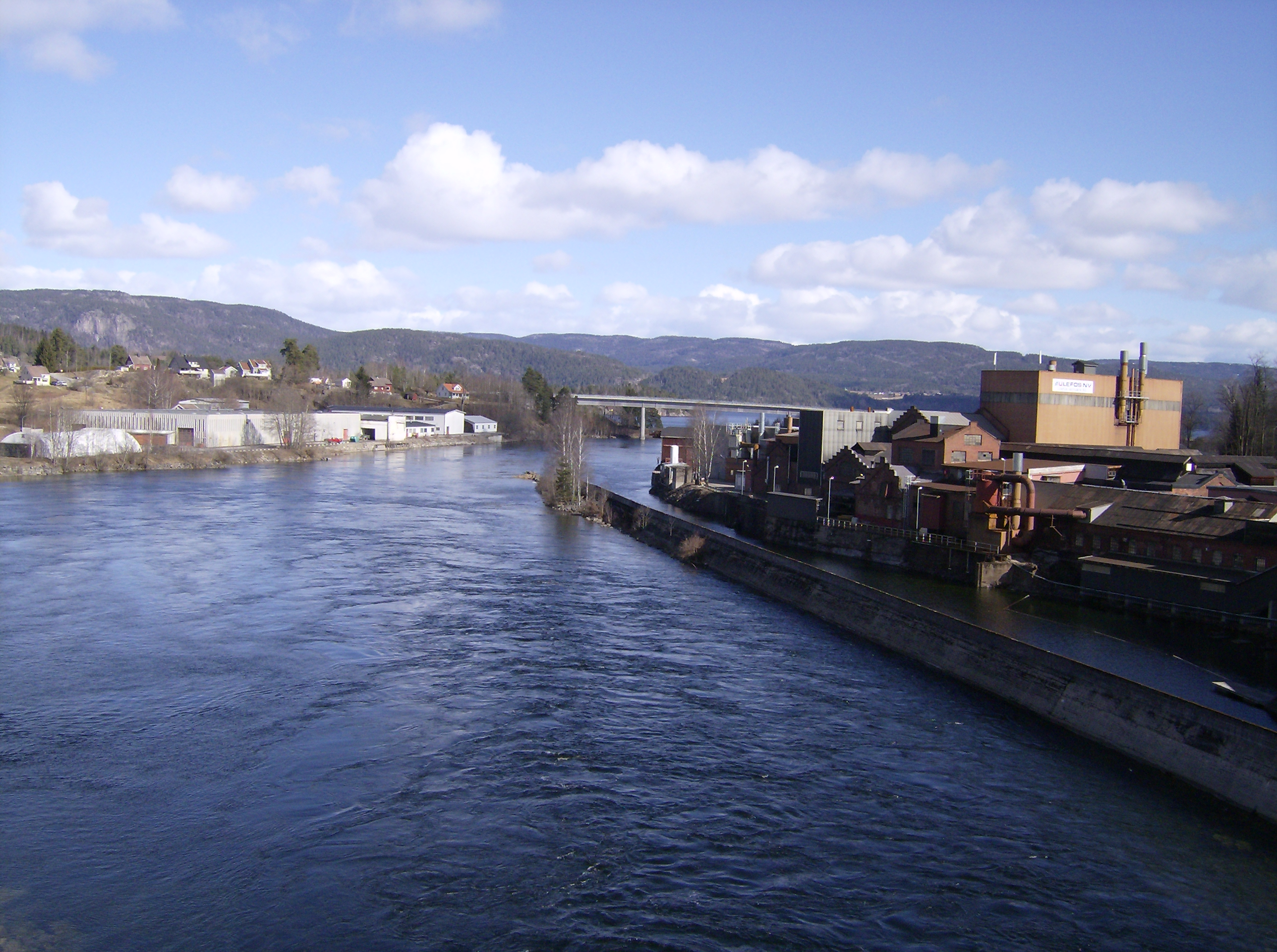
Panorama Ulefoss
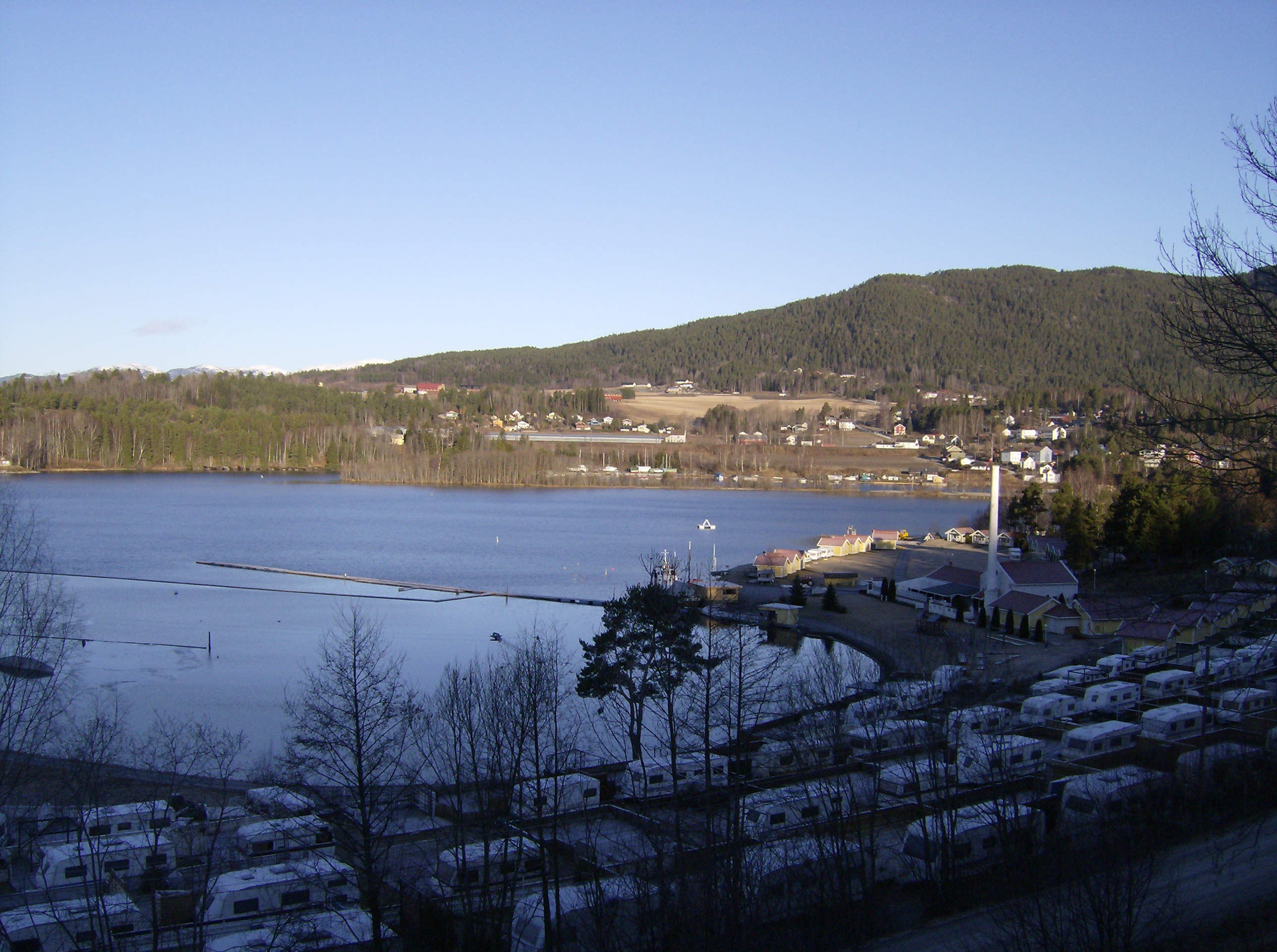
Panorama jeziora Norsjø